# Joanne Courtney
Pour les articles homonymes, voir Courtney.
Joanne Courtney (née Joanne Taylor) est une curleuse canadienne née le 7 mars 1989 à Edmonton.

## Biographie
Joanne Courtney remporte la médaille d'or au Championnat du monde de curling féminin 2017 à Pékin et la médaille d'argent au Championnat du monde double mixte de curling 2017 à Lethbridge.